# Rafinha
Márcio Rafael Ferreira de Souza, hay còn được biết đến với tên gọi Rafinha, (sinh ngày 7 tháng 9 năm 1985) là một cầu thủ bóng đá chuyên nghiệp người Brasil chơi ở vị trí hậu vệ phải cho câu lạc bộ São Paulo. Anh ấy đã có bốn lần khoác áo đội tuyển quốc gia Brasil. 
Biệt danh của anh được dịch theo nghĩa đen từ tiếng Bồ Đào Nha có nghĩa là "Tiểu Rafa". Anh là hậu vệ cánh với kĩ thuật cá nhân tốt, nhanh nhẹn, chuyền bóng tốt và có những cú sút xa từ ngoài vòng cấm.

## Sự nghiệp câu lạc bộ

### Brasil và Schalke 04

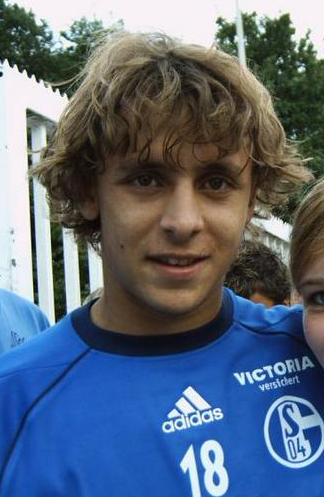
Rafinha với Schalke 04 năm 2005.

Rafinha bắt đầu sự nghiệp bóng đá của mình khi mới 7 tuổi, chơi cho Gremio Londrinense, một đội futsal từ quê nhà Londrina, Paraná. Đến năm 12 tuổi, anh bắt đầu tập luyện với PSTC, một câu lạc bộ bóng đá địa phương, trước khi ký hợp đồng với Londrina Esporte Clube vào năm 2001 ở tuổi 16. Vào cuối năm đầu tiên của anh với Londrina, Rafinha đã được Coritiba ký hợp đồng. Điều này có nghĩa là phải di chuyển hàng trăm km từ quê nhà của anh ấy, nhưng nó cũng cho phép Rafinha thể hiện tài năng của mình trên sân khấu quốc gia. Đối với Coritiba, Rafinha đã có 23 lần ra sân trong mùa giải 2004 và ghi được 3 bàn thắng sau 13 lần ra sân ở mùa giải 2005. 
Tại Coritiba, Rafinha cuối cùng đã tìm được đường vào đội tuyển quốc gia dưới 20 tuổi của Brazil và chơi ở Giải vô địch trẻ thế giới năm 2005 tại Hà Lan. Trong suốt giải đấu, anh ấy đã ghi được hai bàn thắng và đóng góp một phần không thể thiếu giúp Brasil tiến tới huy chương đồng. Màn trình diễn của Rafinha tại giải đấu đã cảnh báo nhiều đội bóng châu Âu về khả năng của anh ấy, với câu lạc bộ Đức Schalke 04 cuối cùng đã ký hợp đồng với hậu vệ phải từ Coritiba với giá ước tính 5 triệu euro trong hợp đồng 4 năm. Tại Schalke, anh đã có 42 lần ra sân trong mùa giải 2005–06, hai bàn trong 35 lần ra sân trong mùa giải 2006–07, năm bàn sau 46 lần ra sân trongMùa giải 2007–08, hai bàn sau 40 lần ra sân trong mùa giải 2008–09, và hai bàn sau 35 lần ra sân trong mùa giải 2009–10.

### Genoa
Vào ngày 4 tháng 8 năm 2010, có thông tin xác nhận rằng Rafinha đã chuyển từ Schalke sang Genoa của Ý. Vụ chuyển nhượng này đã tiêu tốn của Genoa 8 triệu euro. Anh ghi hai bàn sau 34 lần ra sân trong mùa giải Serie A duy nhất của mình. Tuy nhiên, sau khi Genoa không thanh toán phí chuyển nhượng đúng hạn, CLB cũ của Rafinha là Schalke đã khởi kiện Genoa thông qua Tòa án Trọng tài Thể thao (CAS).

### Bayern Munich

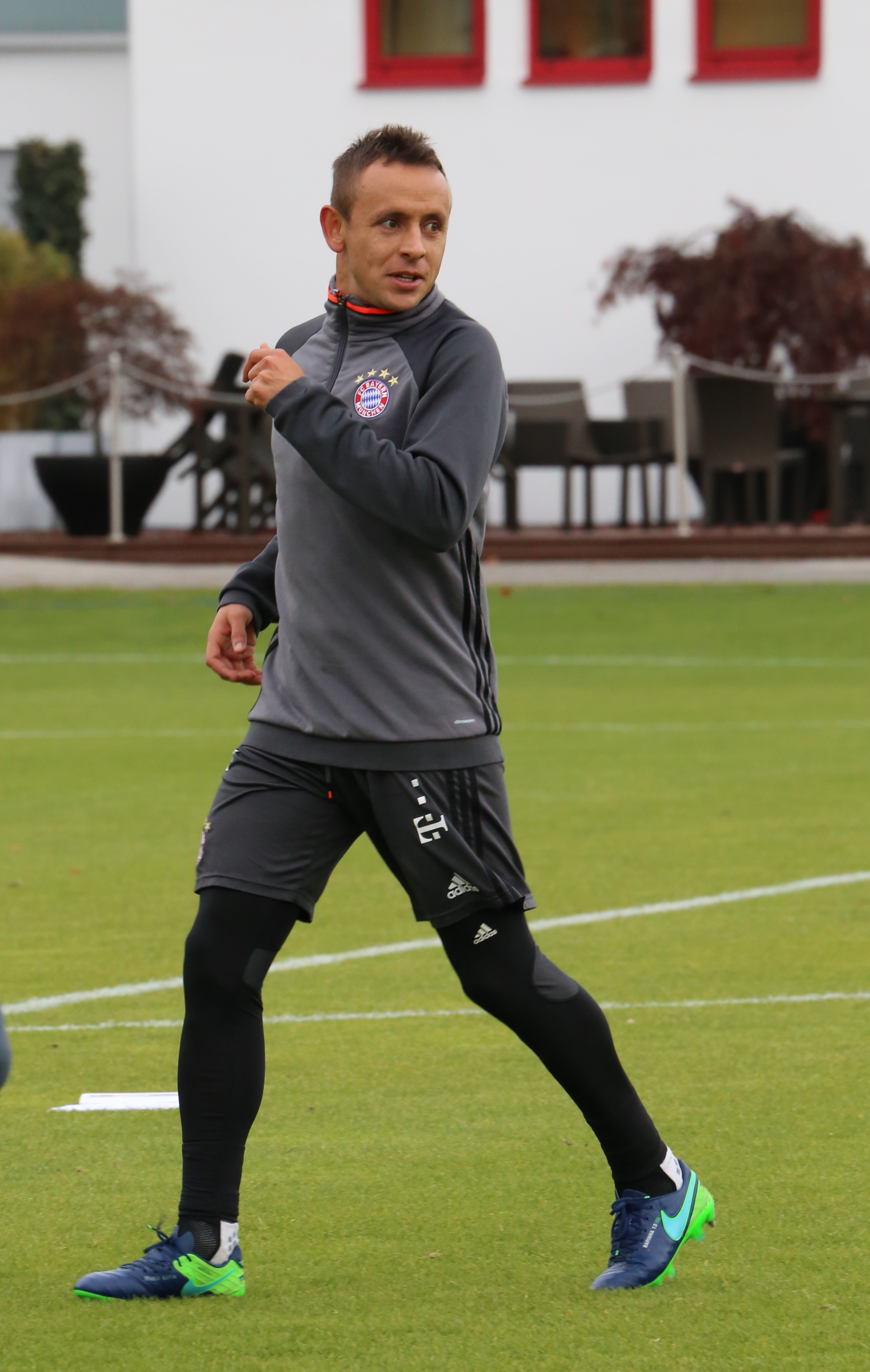
Rafinha trong một buổi tập với Bayern Munich năm 2016.

Vào ngày 1 tháng 6 năm 2011, Bayern Munich xác nhận việc chuyển nhượng Rafinha từ Genoa cùng ngày họ ký hợp đồng với người đồng đội cũ ở Schalke của anh là Manuel Neuer. Rafinha đã ký hợp đồng ba năm và có tin nói rằng Bayern đã trả 5,75 triệu euro cho anh ấy. Anh ghi bàn thắng đầu tiên cho Bayern trước Villarreal, khi vào sân thay người trong chiến thắng 2–0 UEFA Champions League vào ngày 14 tháng 9 năm 2011. Anh kết thúc mùa giải 2011–12 với một bàn thắng sau 35 lần ra sân.  
Vào sân thay người ở phút thứ 83 vào ngày 20 tháng 10 năm 2012 trong một trận đấu trên sân khách với Fortuna Düsseldorf, anh ghi bàn thắng đầu tiên tại Bundesliga cho Bayern trong chiến thắng 5–0. Anh chơi tổng cộng 13 trận Bundesliga trong suốt mùa giải, ghi thêm một bàn thắng nữa vào ngày 13 tháng 4 trong chiến thắng 4–0 trước 1. FC Nürnberg. Anh kết thúc mùa giải 2012–13 với hai bàn thắng sau 17 lần ra sân.
Trong mùa giải 2013–14, sau khi hậu vệ phải Philipp Lahm được chuyển sang đá tiền vệ phòng ngự, Rafinha đã tìm thấy nhiều cơ hội để thi đấu thường xuyên hơn. Anh ấy đã có 46 lần ra sân trên mọi đấu trường, bao gồm toàn bộ trận Chung kết DFB-Pokal, trong đó Bayern giành cú đúp quốc nội thứ hai liên tiếp sau khi đánh bại Borussia Dortmund. 
Anh kết thúc mùa giải 2014–15 với 41 lần ra sân. 
Anh bắt đầu mùa giải 2015–16 bằng việc vào sân thay cho Robert Lewandowski ở phút 72 của Siêu cúp Đức. Anh kết thúc mùa giải 2015–16 với 34 lần ra sân. 
Anh bắt đầu mùa giải 2016–17 bằng việc vào sân thay cho Thomas Müller ở phút thứ 87 của Siêu cúp Đức. Anh kết thúc mùa giải 2016–17 với một bàn thắng sau 28 lần ra sân. 
Anh ấy bắt đầu mùa giải 2017–18 bằng việc đá chính ở Siêu cúp Đức. Anh kết thúc mùa giải 2017–18 với một bàn thắng sau 39 lần ra sân. 
Rafinha là cầu thủ dự bị không được sử dụng trong trận Siêu cúp Đức. Anh ấy có trận đấu đầu tiên trong mùa giải 2018–19 tại Cúp quốc gia Đức. Anh ấy bắt đầu trận đấu và chơi trọn vẹn 90 phút. Anh kết thúc mùa giải 2018–19 với một bàn thắng sau 26 lần ra sân.

### Flamengo
Vào ngày 9 tháng 6 năm 2019, Flamengo xác nhận việc chuyển nhượng Rafinha từ Bayern Munich. Rafinha ký hợp đồng hai năm.

### Olympiacos
Vào ngày 23 tháng 8 năm 2020, Rafinha gia nhập Olympiacos sau khi ký hợp đồng có thời hạn một năm. Anh chính thức được ra mắt vào ngày 2 tháng 2 năm 2021, vì anh không còn nằm trong kế hoạch của huấn luyện viên Pedro Martins, đặc biệt là sau khi ký hợp đồng với hậu vệ cánh phải Kenny Lala dưới dạng chuyển nhượng tự do vài ngày trước đó. Mặc dù trước khi hai bên chấm dứt hợp đồng, anh ấy đã giành được Cúp Hy Lạp và cùng với đó, Olympiacos đã đặt ra thỏa thuận rằng, sau khi giành chức vô địch Hy Lạp 2021, Rafinha sẽ nhận được một huy chương kỷ niệm cho danh hiệu đó.

### Grêmio
Vào ngày 29 tháng 3 năm 2021, Rafinha gia nhập Grêmio trong một thỏa thuận kéo dài đến tháng 12.

## Sự nghiệp quốc tế

### U-23 Brasil

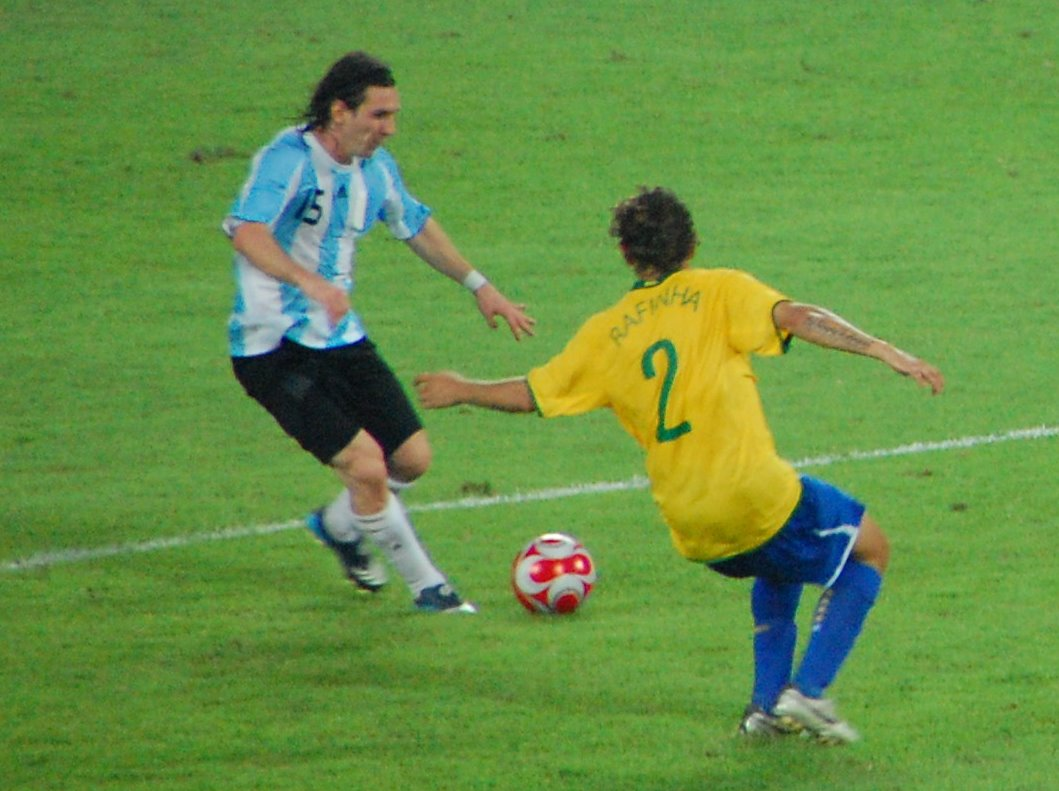
Rafinha (phải) đối đầu Lionel Messi tại Thế vận hội Mùa hè 2008.

Vào mùa hè năm 2008, Rafinha vướng vào một vụ tranh chấp với câu lạc bộ của mình về việc anh tham dự Thế vận hội mùa hè 2008 tại Bắc Kinh.
Schalke 04 (gửi Rafinha) cùng với Werder Bremen (Diego) và Barcelona (Lionel Messi) không muốn tung cầu thủ của mình tham dự Olympic để giúp họ thi đấu trong nước và châu Âu. Vụ việc đã được đưa lên FIFA, trong đó phán quyết rằng tất cả các câu lạc bộ nên để cầu thủ dưới 23 tuổi của họ tham dự Thế vận hội.
Tuy nhiên, Schalke, Werder Bremen và Barcelona đã đưa vụ việc của họ lên Tòa án Trọng tài Thể thao (CAS), người cuối cùng đã đưa ra phán quyết có lợi cho các câu lạc bộ, tuyên bố, "Tòa án Trọng tài Thể thao (CAS) đã giữ nguyên kháng cáo của Schalke 04" 
Schalke tiếp tục cấm Rafinha tham dự Thế vận hội. Tuy nhiên, bất chấp mong muốn của câu lạc bộ, anh ấy cuối cùng vẫn thi đấu cho đội tuyển Brasil, đội sau đó đã giành được huy chương đồng.

### Brasil
Rafinha ra mắt đội tuyển Brasil vào ngày 26 tháng 3 năm 2008 trong một trận giao hữu với Thụy Điển. Sau đó, anh ấy trải qua sáu năm vắng bóng ở đội tuyển quốc gia, xuất hiện lần thứ hai trong trận giao hữu với Nam Phi vào ngày 5 tháng 3 năm 2014. Vào tháng 5 năm 2014, anh ấy được huấn luyện viên trưởng đội tuyển Brasil Luiz Felipe Scolari chỉ định là cầu thủ dự bị cho FIFA World Cup 2014. 
Vào ngày 17 tháng 9 năm 2015, Rafinha được huấn luyện viên trưởng Dunga triệu tập cho hai trận đấu thuộc vòng loại World Cup 2018, nhưng 5 ngày sau đó đã từ chối, đồng thời bác bỏ tuyên bố từ chối việc triệu tập đại diện cho quê hương nhận nuôi của anh là Đức. 
Vào tháng 6 năm 2017, Rafinha được triệu tập cho các trận giao hữu quốc tế với Argentina và Úc.

## Thống kê sự nghiệp

### Câu lạc bộ
| Câu lạc bộ                                               | Mùa giải            | Giải vô địch        | Giải vô địch | Giải vô địch | Giải vô địch bang | Giải vô địch bang | Cúp quốc gia | Cúp quốc gia | Cúp liên đoàn | Cúp liên đoàn | Châu lục | Châu lục | Khác | Khác | Tổng cộng | Tổng cộng |
| Câu lạc bộ                                               | Mùa giải            | Hạng đấu            | Trận         | Bàn          | Trận              | Bàn               | Trận         | Bàn          | Trận          | Bàn           | Trận     | Bàn      | Trận | Bàn  | Trận      | Bàn       |
| -------------------------------------------------------- | ------------------- | ------------------- | ------------ | ------------ | ----------------- | ----------------- | ------------ | ------------ | ------------- | ------------- | -------- | -------- | ---- | ---- | --------- | --------- |
| Coritiba                                                 | 2004                | Série A             | 24           | 0            | 0                 | 0                 | 0            | 0            | —             | —             | 0        | 0        | —    | —    | 24        | 0         |
| Coritiba                                                 | 2005                | Série A             | 13           | 3            | 11                | 2                 | 3            | 0            | —             | —             | —        | —        | —    | —    | 27        | 5         |
| Coritiba                                                 | Tổng cộng           | Tổng cộng           | 37           | 3            | 11                | 2                 | 3            | 0            | —             | —             |          |          |      |      | 51        | 5         |
| Schalke 04                                               | 2005–06             | Bundesliga          | 29           | 0            | —                 | —                 | 1            | 0            | 0             | 0             | 12       | 0        | —    | —    | 42        | 0         |
| Schalke 04                                               | 2006–07             | Bundesliga          | 31           | 2            | —                 | —                 | 2            | 0            | 0             | 0             | 2        | 0        | —    | —    | 35        | 2         |
| Schalke 04                                               | 2007–08             | Bundesliga          | 32           | 2            | —                 | —                 | 3            | 2            | 1             | 0             | 10       | 1        | —    | —    | 46        | 5         |
| Schalke 04                                               | 2008–09             | Bundesliga          | 30           | 2            | —                 | —                 | 3            | 0            | —             | —             | 7        | 0        | —    | —    | 40        | 2         |
| Schalke 04                                               | 2009–10             | Bundesliga          | 31           | 1            | —                 | —                 | 4            | 1            | —             | —             | —        | —        | —    | —    | 35        | 2         |
| Schalke 04                                               | Tổng cộng           | Tổng cộng           | 153          | 7            | —                 | —                 | 13           | 3            | 1             | 0             | 31       | 1        | —    | —    | 198       | 11        |
| Genoa                                                    | 2010–11             | Serie A             | 34           | 2            | —                 | —                 | 3            | 0            | —             | —             | —        | —        | —    | —    | 37        | 2         |
| Bayern Munich                                            | 2011–12             | Bundesliga          | 24           | 0            | —                 | —                 | 4            | 0            | —             | —             | 7        | 1        | —    | —    | 35        | 1         |
| Bayern Munich                                            | 2012–13             | Bundesliga          | 13           | 2            | —                 | —                 | 2            | 0            | —             | —             | 2        | 0        | 0    | 0    | 17        | 2         |
| Bayern Munich                                            | 2013–14             | Bundesliga          | 19           | 0            | —                 | —                 | 4            | 0            | —             | —             | 6        | 0        | 2    | 0    | 31        | 0         |
| Bayern Munich                                            | 2014–15             | Bundesliga          | 26           | 0            | —                 | —                 | 4            | 0            | —             | —             | 11       | 0        | 0    | 0    | 41        | 0         |
| Bayern Munich                                            | 2015–16             | Bundesliga          | 25           | 0            | —                 | —                 | 4            | 0            | —             | —             | 4        | 0        | 1    | 0    | 34        | 0         |
| Bayern Munich                                            | 2016–17             | Bundesliga          | 20           | 1            | —                 | —                 | 2            | 0            | —             | —             | 5        | 0        | 1    | 0    | 28        | 1         |
| Bayern Munich                                            | 2017–18             | Bundesliga          | 27           | 1            | —                 | —                 | 3            | 0            | —             | —             | 8        | 0        | 1    | 0    | 39        | 1         |
| Bayern Munich                                            | 2018–19             | Bundesliga          | 16           | 1            | —                 | —                 | 4            | 0            | —             | —             | 6        | 0        | 0    | 0    | 26        | 1         |
| Bayern Munich                                            | Tổng cộng           | Tổng cộng           | 179          | 5            | —                 | —                 | 29           | 0            | —             | —             | 52       | 1        | 6    | 0    | 266       | 6         |
| Flamengo                                                 | 2019                | Série A             | 20           | 0            | —                 | —                 | 1            | 0            | —             | —             | 7        | 0        | 2    | 0    | 30        | 0         |
| Flamengo                                                 | 2020                | Série A             | 2            | 0            | 10                | 0                 | 0            | 0            | —             | —             | 1        | 0        | 3    | 0    | 16        | 0         |
| Flamengo                                                 | Tổng cộng           | Tổng cộng           | 22           | 0            | 10                | 0                 | 1            | 0            | —             | —             | 8        | 0        | 5    | 0    | 46        | 0         |
| Olympiacos                                               | 2020–21             | Super League Greece | 14           | 0            | —                 | —                 | 0            | 0            | —             | —             | 8        | 0        | —    | —    | 22        | 0         |
| Grêmio                                                   | 2021                | Série A             | 26           | 0            | 7                 | 0                 | 2            | 0            | —             | —             | 4        | 0        | —    | —    | 39        | 0         |
| Tổng cộng sự nghiệp                                      | Tổng cộng sự nghiệp | Tổng cộng sự nghiệp | 465          | 17           | 18                | 2                 | 51           | 2            | 1             | 0             | 103      | 2        | 22   | 0    | 659       | 23        |
| Số liệu thống kê chính xác tới ngày 24 tháng 11 năm 2021 |                     |                     |              |              |                   |                   |              |              |               |               |          |          |      |      |           |           |

## Danh hiệu

### Câu lạc bộ

#### Bayern Munich
- Bundesliga: 2012–13, 2013–14, 2014–15, 2015–16, 2016–17, 2017–18, 2018–19
- DFB-Pokal: 2012–13, 2013–14, 2015–16, 2018–19
- DFL-Supercup: 2012, 2016, 2017, 2018
- UEFA Champions League: 2012–13
- UEFA Super Cup: 2013
- FIFA Club World Cup: 2013

#### Flamengo
- Campeonato Brasileiro Série A: 2019, 2020
- Supercopa do Brasil: 2020
- Campeonato Carioca: 2020
- Copa Libertadores: 2019
- Recopa Sudamericana: 2020
- FIFA Club World Cup: Á quân 2019

#### Olympiacos
- Super League Greece: 2020–21
- Greek Football Cup: 2019–20

#### Grêmio
- Campeonato Gaúcho: 2021
- Recopa Gaúcha: 2021

### Cá nhân
- Campeonato Brasileiro Série A Team of the Year: 2019
- Bola de Prata: 2019
- Campeonato Carioca Team of the Year: 2020